# Dopamaniacs
『Dopamaniacs』（ドーパメイニアックス）は、日本のロックバンド、DOPING PANDAのメジャー2枚目のアルバム。2008年3月12日、gr8!recordsより発売。

## 解説
- フルアルバムとしては前作より約2年ぶりのリリース。
- 初回生産限定盤と通常盤の2形態でのリリース。初回盤はCD-ROM付きで、パソコンでオリジナルアドベンチャーゲームが遊べる。

## 収録曲
1. A.O.D. -anthem of dopamania- (1:53)
2. nothin' (4:29)
本作のリード・ナンバー。PVも制作されている。
3. I'll be there -connected to next ver.- (4:21)
ミニアルバム『High Brid』収録曲のアルバムバージョン。サブタイトルが示すように、次曲に繋がるようになっている。
4. call my name (3:19)
前曲と次曲の繋ぎになる曲。サビのメロディ・歌詞は「I'll be there」と同一。
5. We won't stop (4:38)
6. thunder (4:04)
7. good bye to heroes (4:05)
8. coffee high (one more cup) (4:04)
9. summer song (5:07)
10. Crazy (3:32)
3rdシングル曲。
11. way back (3:29)
12. kiss my kiss (3:36)

全曲作詞・作曲：Yutaka Furukawa　編曲：DOPING PANDA